# Рыбное (Каменский район)
Рыбное — село в Каменском районе Алтайского края. Административный центр Рыбинского сельсовета.

## История
Основано в 1917 году. В 1928 году посёлок Рыбинский состоял из 144 хозяйств, основное население — украинцы. Центр Рыбинского сельсовета Каменского района Каменского округа Сибирского края.

## Население
| 1926 | 1997  | 1998  | 1999  | 2000  | 2001  | 2002  | 2003  | 2004  | 2005  | 2006  | 2007 | 2008 | 2009 |
| ---- | ----- | ----- | ----- | ----- | ----- | ----- | ----- | ----- | ----- | ----- | ---- | ---- | ---- |
| 697  | ↗1366 | ↘1341 | ↘1259 | ↗1293 | ↗1310 | ↘1217 | ↗1251 | ↘1192 | ↘1187 | ↘1070 | ↘973 | ↘930 | ↘877 |
| 2010 | 2011  | 2012  | 2013  |       |       |       |       |       |       |       |      |      |      |
| ↘849 | ↘848  | ↘835  | ↘811  |       |       |       |       |       |       |       |      |      |      |